# Brett Festerling
Brett Festerling (* 3. März 1986 in Quesnel, British Columbia) ist ein ehemaliger deutsch-kanadischer Eishockeyspieler, der im Verlauf seiner aktiven Karriere zwischen 2001 und 2020 unter anderem 343 Spiele für die Nürnberg Ice Tigers und Hamburg Freezers in der Deutschen Eishockey Liga (DEL) auf der Position des Verteidigers bestritten hat. Darüber hinaus absolvierte Festerling weitere 89 Partien für die Anaheim Ducks und Winnipeg Jets in der National Hockey League (NHL). Sein Zwillingsbruder Garrett Festerling war ebenfalls professioneller Eishockeyspieler.

## Karriere
Brett Festerling begann seine Karriere als Eishockeyspieler in der Western Hockey League (WHL) bei den Tri-City Americans, für die er von 2002 bis 2005 insgesamt drei Jahre lang aktiv war. In der Mitte der Saison 2004/05 wurde Festerling in einem insgesamt vier Spieler umfassenden Transfergeschäft an die Vancouver Giants abgegeben. Mit Vancouver gewann Festerling 2006 den President’s Cup und 2007 den Memorial Cup. Festerling, der nie gedraftet worden war, erhielt von den Mighty Ducks of Anaheim aus der National Hockey League (NHL) im Herbst 2005 die Möglichkeit an ihrem Trainingscamp teilzunehmen und unterzeichnete anschließend einen Dreijahresvertrag.
Im Sommer 2007 wurde Festerling schließlich in den Kader des Farmteams des mittlerweile in Anaheim Ducks umbenannten Franchise aufgenommen. Für die Portland Pirates aus der American Hockey League (AHL) bestritt der Kanadier in seiner ersten professionellen Spielzeit 74 Spiele und erzielte 14 Scorerpunkte, davon drei Tore. Während der Saison 2008/09 wurde Festerling, der für das damalige AHL-Farmteam Anaheims Iowa Chops spielte, erstmals von den Ducks in ihren NHL-Kader berufen und gab in einem Spiel gegen die Los Angeles Kings sein Debüt in der NHL. In der Spielzeit 2009/10 stand er vorwiegend in Anaheim im Einsatz und absolvierte insgesamt 42 NHL-Spiele für die Kalifornier, in denen er drei Punkte erzielte. Ende September 2010 wurde er zusammen mit Danny Syvret auf die Waiver-Liste gesetzt. Nachdem von keinem NHL-Team ausgewählt worden war, wurde Festerling am 1. Oktober zu den Syracuse Crunch in die AHL geschickt. Festerling absolvierte eine Partie in der AHL für die Syracuse Crunch und wurde am 9. Oktober wieder nach Anaheim abberufen, da sich der Defensivakteur Andy Sutton zuvor eine Verletzung zugezogen hatte. Ende Dezember 2010 wurde er im Austausch für Maxim Lapierre zu den Canadiens de Montréal transferiert. Rund zwei Monate später gaben ihn die Canadiens in einem Tauschhandel für Drew MacIntyre an die Atlanta Thrashers ab. Nachdem das Franchise zum Saisonende ins kanadische Winnipeg verlegt worden war, lief der Kontrakt der Angreifers am 1. Juli 2011 aus und Festerling wurde zum Free Agent. Am 18. Juli 2011 einigte er sich schließlich auf einen neuen Kontrakt mit den Winnipeg Jets.
Nach nur fünf Einsätzen im Trikot der Jets verließ Festerling Winnipeg und wurde zur Saison 2012/13 von den Nürnberg Ice Tigers aus der Deutschen Eishockey Liga (DEL) verpflichtet. Zur Saison 2014/15 unterschrieb der Verteidiger einen Vertrag bis 2018 beim Ligakonkurrenten Hamburg Freezers, wo er fortan mit Zwillingsbruder Garrett in einem Team spielte. Im Mai 2016 endete sein Gastspiel bei den Freezers vorzeitig, nachdem der Verein keine Lizenz für die DEL-Saison 2016/17 beantragte und alle Mitarbeiter entlassen wurden. Am 24. Juni 2016 gaben die Nürnberg Ice Tigers Festerlings Rückkehr bekannt. Nach vier Jahren in Nürnberg konnte Festerling sich im März 2020 nicht auf einen neuen Vertrag einigen, so dass er den Klub verließ und seine Karriere daraufhin beendete.

### International
Mit der kanadischen Nationalmannschaft nahm Festerling in den Jahren 2012 und 2014 am Deutschland Cup teil. Im Rahmen der Miniturniere absolvierte der Verteidiger fünf Einsätze, in denen er punktlos blieb.

## Erfolge und Auszeichnungen
- 2006 President’s-Cup-Gewinn mit den Vancouver Giants
- 2007 Memorial-Cup-Gewinn mit den Vancouver Giants

## Karrierestatistik
(Legende zur Spielerstatistik: Sp oder GP = absolvierte Spiele; T oder G = erzielte Tore; V oder A = erzielte Assists; Pkt oder Pts = erzielte Scorerpunkte; SM oder PIM = erhaltene Strafminuten; +/− = Plus/Minus-Bilanz; PP = erzielte Überzahltore; SH = erzielte Unterzahltore; GW = erzielte Siegtore; 1 Play-downs/Relegation; Kursiv: Statistik nicht vollständig)